# 市域

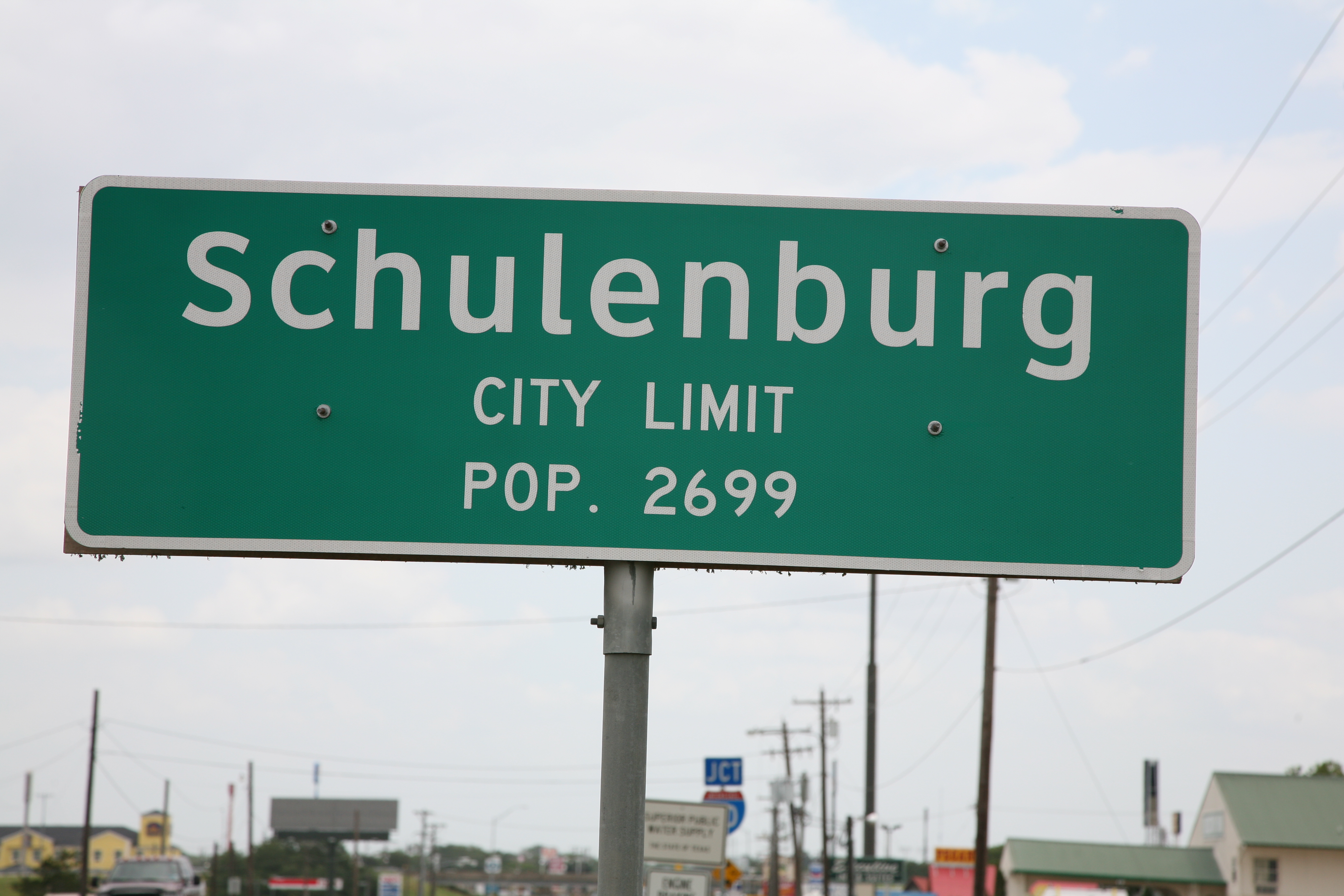
市域始于、终于市界，图为德克萨斯州舒伦堡 (得克萨斯州)的市界（city limits）标识。

市域是由市界所围合而成的区域。市域并不只限于地理意义上的实体城市，其范围包括任何符合定义，而联合国将定义为“包含历史城市中心的单一政治管辖区”（"the single political jurisdiction which contains the historical city center."）
市域是定义城市区域和人口的基本概念之一。另外两个是市区（或建成区）和城市群。划定市域的市界，在一些国家可以非常广大，而在有些国家又非常狭小。这也是它被争论不休的原因之一。

## 用法

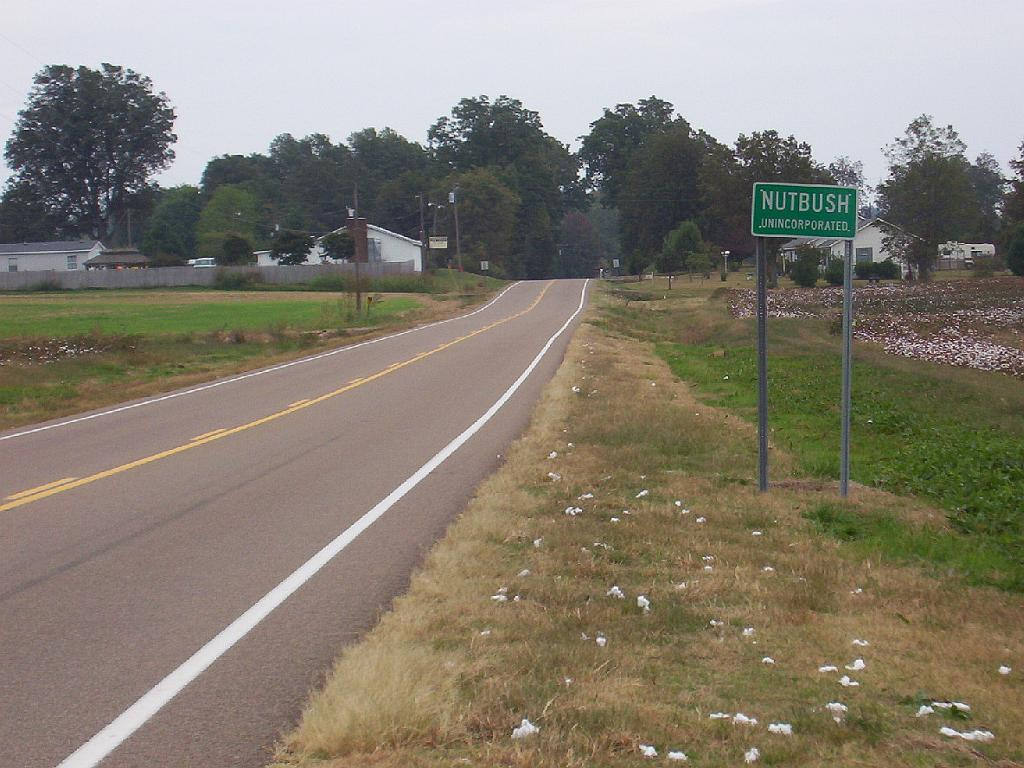
在美国，类似纳特布什的非建制镇本身不算是市域，但可能属于某个更大的市域范围。

严格而言，市域（city proper）是一个人口学术语。每隔两年，联合国都会以《世界城镇化展望》（World Urbanization Prospects）为题，发表世界各国城市和农村人口的推算和预测。该书将城市的人口定义为“居住在城市行政边界内的人口”。该书还说：“行政边界所定义的市域可能不包括很大比例的在城市工作或学习的人口居住的郊区。”

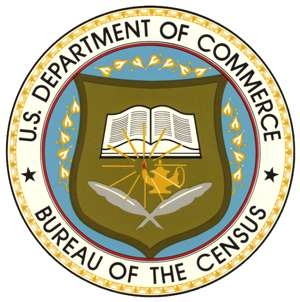
人口学中，市域是定义城市地区和人口的三大概念之一。（图为美国人口调查局徽章）

人口学中，市域是定义城市地区和人口的三大概念之一。另外两个是城市集聚区（或中国大陆使用的建成区、日本使用的人口集中地區）和城市群。此外，美国还设有人口普查统计区及其排列。
联合国大学一篇题为《城市住区》（Urban Settlement） 的工作论文回顾了最常用的数据来源，并强调了定义和衡量城市与农村人口规模所带来困难。它指出：“市域是由法定和行政标准规定的，且通常只包括那些法定的区域，往往是历史上建立的行政单位的地理区域。但是，许多城市地区已经成长至远远超出了市域范围，导致需要其他的衡量标准。城市集聚区（urban agglomeration）事实上成了达到城市密度的连续地域的轮廓内的人口总和，而无须考虑行政边界。因此市区是由密度决定，人口密度低于某个临界值处即为市区边界。大都会区是一个更全面的概念。”
简而言之，并无用哪种方式定义城市或都会区才“正确”之说；市域仅仅是其中一种方法。

## 词源
英文的“city proper”是由行政区划意义上的“city”（市，an incorporated administrative district）和表示“某事物、的严格界定”（strictly limited to a specified thing, place, or idea）或“严格准确”（strictly accurate）的“proper”组合而成。英文百科全书常以“city proper”为例说明“proper”一词的“严格定义的”（tightly defined）的义项。（以下译文仅供参考，定义以原文为准）
Encarta
"narrowly identified, strictly identified and distinguished from something else" – stayed in the suburbs, not the city proper
【译】“狭义定义，严格地区分于他者”——留在郊区，别去市里
梅里亚姆-韦伯斯特
"strictly limited to a specified thing, place, or idea <the city proper>"
【译】“某个事物、地点，或想法的严格界定 <市域>”
Dictionary.com
"in the strict sense of the word (usually used postpositively)":- Is the school within Boston proper or in the suburbs?
【译】“某词语的严格意义（通常后置）”：——这所学校在波士顿市里还是郊区？
The Free Dictionary
"Being within the strictly limited sense, as of a term designating something: the town proper, excluding the suburbs".
【译】“在严格意义上，如指定某事物的术语：镇本身（镇域），不包括郊区。”

## 国际化
特别是在翻译为或译自英语文献时，“city proper”可能在不同地区有不同的含义。一些语言可能没有同义词。

## 误用

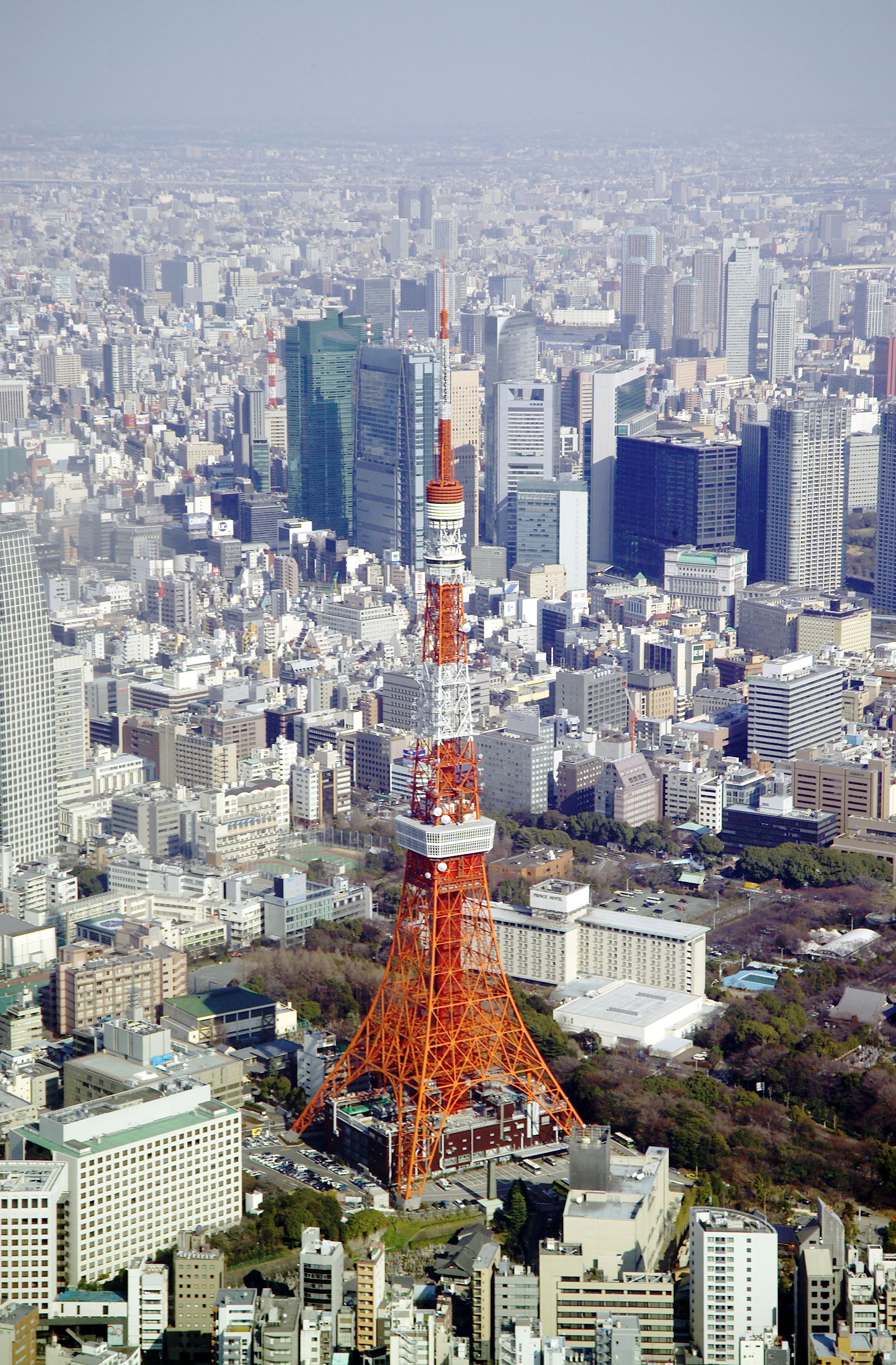
“City proper”常被误用于指市中心。然而东京的city proper（市域）却包含了远在约2000公里外的一些岛屿。

即使在英语世界，对“city proper”（市域）一词的混淆也不容小觑。有时，城市的官方网站声称其“市域是城市中人口最密集的地方”——这是对该概念的常见误解。即使是知名人口统计学专家，例如Richard L. Forstall、Richard P. Greene和James B. Pick，（哪个最大？为什么世界主要城市地区公布人口变化如此之大）一文的作者（该文是大都會區列表 (依人口排列)条目的基础），也混淆了的用法。在第2页，他们对给了一个“行政定义”（administrative definition）。在第5页，文章暗示“city proper”由行政边界定义。然而在第14页，他们又将作为东京、墨西哥城和芝加哥管辖区域中更小的区域，暗示“city proper”（市域）和“administrative area” （管辖区域）可以不同。将文献从其他语言翻译成英语时，常有人误用来表示“市中心”（city center）。因此，不应不假思索地认为“city proper”一定表示管辖区域。阅读翻译的文献时须特别注意这一点。

## 争议

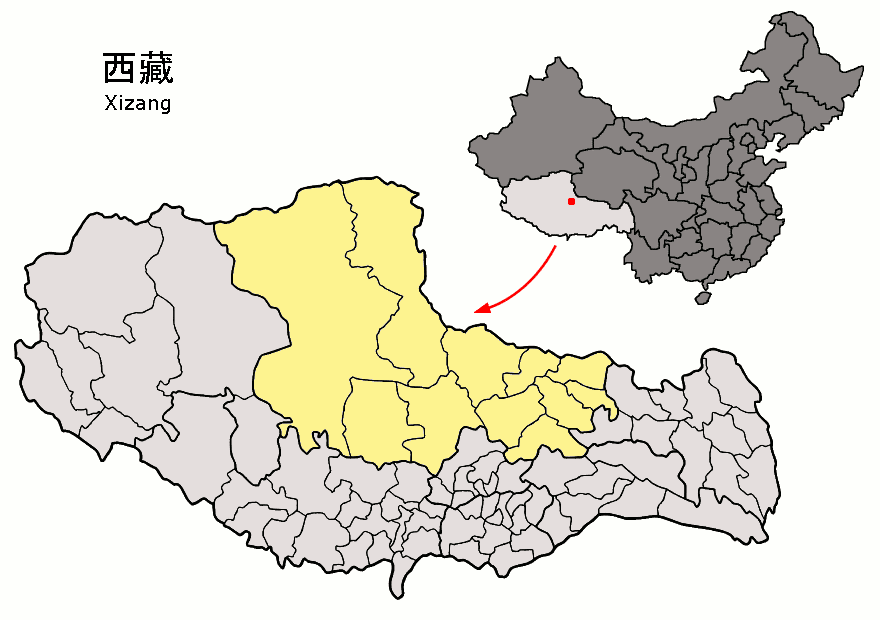
2018年设立的西藏自治区那曲市（黄）超过内蒙古呼伦贝尔市，成为了中国面积最大的市，

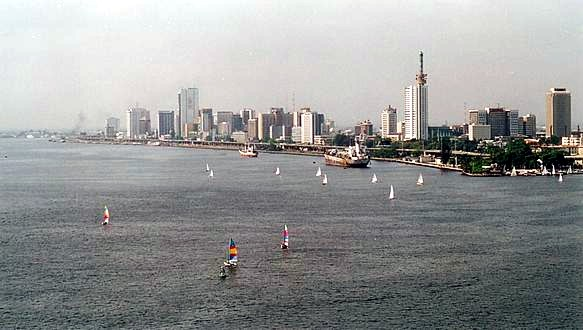
由于被分割成多个地方政府区，非洲最大城市拉哥斯，同时也是全球成长最快的城市，在市域的标准下显得黯然失色。

在一些国家，划定市域的市界可能非常广大，又或非常狭小。这可能成为争议的缘由。
“按面积排列的城市列表”中，比一些国家还大的不知名城市也会上榜。按面积，巴西阿爾塔米拉（84,000人口）比希腊还大。澳大利亚卡尔古利-博尔德市（32,000人口）面积比匈牙利、葡萄牙、奥地利或爱尔兰岛都大。尽管上述例子争议较小，但中国城市却是分歧的由来之一。
中国内蒙古的呼伦贝尔市曾是世界上面积最大的市。根据“Urban Settlement”工作论文，“1986年，为了应对地方层面日益增长的行政需求，中国基本上将所有县重新划归为市，使当地市政府能够控制周边地区”。作者还写道“中国城市重庆也是一个很好的案例。尽管重庆直辖市域的总人口超过3000万，但实际居住在重庆市域的人口不到600万。因分类方式而异，重庆有时被列为世界上最大的城市，而有时甚至没有出现在城市人口排名的前列”。（注意“市域”的上下文，此处疑为误用，但亦可能指排除了直辖市范围内的县和县级市后，余下的市辖区管理的范围。）
Yang Yunyan用武汉的例子描述了在解读中国城市人口数据时遇到的问题。 一片发表于（欧亚地理与经济学杂志）上的论文《Misconceptions and Complexities in the Study of China's Cities: Definitions, Statistics, and Implications》（中国城市研究中的误区与复杂性：定义、统计与启示）阐述并澄清了导致对中国主要城市居民数产生误会和混淆的因素。（这篇文章中，作者在“市辖区”的语境下使用“city proper”，其面积相对较小。）
拉哥斯都会区则是另一极端。根据人口普查，该市有800万人口，但这点有争议。拉各斯州的官方数据估计拉各斯都会区的人口超过1400万。但是，拉各斯并没有大都会政府。拉各斯都会在1976年被撤销，并分成了多个地方政府区。结果是非洲最大的城市，同时也是全球成长最快的城市甚至不能在市域的标准下上榜。澳大利亚也存在相似案例，大城市被分割成了更小的地方政府区。